# 廖平

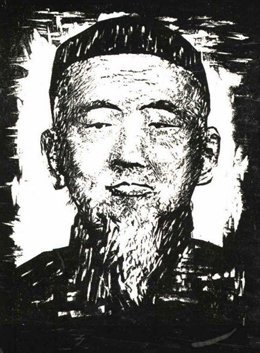
廖平

廖 平（りょう へい）は、清末民初に活躍した経学者。清代の今文学派の掉尾を飾る人物の一人。思想が六変したことで有名。六度思想が変化したことに因んで六訳と号した。張之洞・王闓運を師とし、劉師培と交遊を持った。弟子に蒙文通がいる。初名は登廷、字は季平、号は旭陔、または勗斎。

## 思想
廖平の思想は、自身も認めるように、六回の変化（六変）がある。各々の主張は、第一変の平分今古、第二変の尊今抑古、第三変の小統大統、第四変の天学人学、第五変の天人大小、第六変の五運六気を以て詩・易を解するものを代表とする。
ただし質的変化から捉えるなら、変化の回数は二回か三回に分けられるとされている。これには二説存在する。まず二区分説は、第一変期から第三変期までと、第四変期から第六変期までの時期に分けるものである。この中、前者は経学的世界の解明を、後者は儒学思想の実践的適応を図った時期であるとされる。これに対して三区分説は、第一の漢代今古文学を平分する時期（第一変期）、第二の孔経人学の時期（第二変と第三変期）、第三の孔経天学の時期（第四変期以後）とに分けるものである。
また六変の時限をめぐっては、廖平自身の撰述になる『四益館経学四変記』、弟子の手になる『五変記箋』『六変記』、『廖平年譜』（廖平の息子宗沢の撰述）に指摘がある。しかし各々の年代の矛盾が指摘されている。また、思想内容の変遷は漸次変化するものであるから、明確な時間で区切ることはできないとする学説も存在する。
廖平の思想が六変した理由は諸説あり、実際には不明な点が多い。ただ理由の一つとして、廖平が尊孔尊経（孔子を尊び経書を尊ぶこと）の観念を保持したまま、その儒学思想を激変する中国社会に適応しようとしたために、何度もの自説の改変を余儀なくされたと指摘されている。
廖平思想の各時期に対する評価は、概ね第一変期の評価が高いのに比べ、漸次低落し、第四変期以後は低い評価が与えられている。これは第一変期の平分今古が、漢代経学を歴史的に分別し、今文と古文との相違を発見したに止まるのに対して、第二変期以後は徐々に儒学思想の実践的適応へと問題関心が移り、現代的な視点から見ると「荒唐無稽」とも思われる主張を繰り返したからである。
なお第二変期の尊今抑古は、康有為の『新学偽経考』『孔子改制考』と関連があるため、廖平思想そのものの問題とは別に、識者の注目を集めた。

### 第一変期以前
廖平の故郷である四川は、清朝に流行した考証学が入らず、長らく宋学（朱子学）を中心とした科挙のための学問が存在するのみであった。しかし1875年（光緒元年）張之洞が四川に赴任し、尊経書院を設立して考証学を導入したことにより、はじめて四川に考証学が到来した。
幼年時に宋学を好んだ廖平であったが、張之洞の影響を受けて訓詁学に興味を抱き、同学の高評価を得た。その後、王闓運の入川により、訓詁学から微言大義を求める学問に興味の関心が移り、『穀梁経伝古義疏』や『公羊十論』（『公羊三十論』の一部）などの著作を著し、素王説や王伯説の研究を深めた。
これらの訓詁学や微言大義の分析は、以後の思想変転の中にあって、常に分析の根柢となり、廖平の学問を基礎づけるものとなった。

### 第一変
第一変期の学術的成果は『今古学考』である。これは廖平の経学の中で、最も価値あるものとされている。
これは漢代経学を今文と古文とに区別し、その区別される理由を礼制の相違と捉えるものである。具体的には、今学（今文学派）は「王制」（『礼記』の一篇）を根拠として立説されているのに対し、古学（古文学派）は『周礼』を根拠としているとするものである。ただし第一変期の思想は、礼制を以て今古文を「平分」することを求めたもので、今学と古学との尊卑上下を説いたものではない。今古文家は各々の奉ずる経文と伝文（経の解釈書）を用いればよいとするに止まる。
では何故に相違が生まれたのかというと、それは今文と古文とで各々奉持した孔子の説が異なるからであるとされる。まず古文学の奉ずる孔子の説は、孔子早年の説である。春秋時代の末期に生れた孔子は、落ちぶれた世の中を如何にすれば立て直せるかに苦心していたが、若い頃の孔子は、まだ周王室に期待する所があった。そのため、専ら従周（周に従うこと）を力説し、周王室の再建を期待していた。この時の基本理念を述べたものが『周礼』である。一方、孔子は晩年になると、周王室に対してもはや期待することができなくなった。そのため自ら理想を語りはじめた。これは因革（周制を因革すること）となって現われたが、その時の要綱が「王制」である。
このように孔子の学説には早年と晩年との二区分があり、各々その主張には変化があるとされる。しかし弟子の中には、孔子早年の学説を承けただけで、各地に散らざるを得なかった人々がいた。一方で、孔子晩年に至るまで側に仕えた弟子もいた。この中、早年の説を承けた弟子は、地方に帰ってからも孔子早年の説を支持したが、晩年の孔子に接した人々は、孔子晩年の説を支持した。このため、魯（孔子の故郷、現在の山東省）を中心とする弟子は孔子晩年の説を、燕などの地方に帰っていた弟子は孔子早年の説を支持し、孔子没後、互いに反目するようになったというものである。
以後、この争いは漢代にまで流れ込み、今文学派は主に博士となり、古文学派は民間に流行したとされる。この今古文は互いに相容れることなく、峻別して考えなければならない。しかし両者ともに孔子を根本とするため、何れも等しい価値を持っている。そのため、学者は各々奉ずる学問を独立して学べばよく、今古文を混合して理解してはならないという点にのみ気を付ければよいということになる。
これを明らかにするために作成された『今古学考』巻上の二十の表は、以後に幾つかの修正を受けつつも、基本的に漢代今古文両派の説明として継承されることになった。

### 第二変
廖平の思想の中、最も世上に注目を浴びたのは、第二変期である。
この時期の特徴は、第一変期が今古文の平分を説いたに止まるのに対して、一歩進めて「尊今抑古」（今文を尊び、古文を抑える）を主張した点にある。この時期の代表作は、『古学考』（『闢劉篇』の改訂版）と『知聖篇』である。
この時期の廖平の考え方によれば、古文は全て劉歆の捏造であるから偽物である。だから経学は今文でなければならないとする。これがいわゆる「尊今抑古」である。しかし何故にこの主張が注目されたかというと、廖平の『闢劉篇』と『古学考』が、康有為の『孔子改制考』『新学偽経考』に影響を与えたとされるからである。
康有為が廖平から影響を受けたか否かという問題は、しばしば当時の学界を賑わした。廖平によると、康有為は廖平の影響を受けて書物を著したという。しかし康有為は廖平からの影響について言及していない。
これについて、梁啓超、張之洞、兪樾、章炳麟、皮錫瑞、顧頡剛、葉徳輝などは、康有為が廖平の影響を受けたと見なした。対して、張西堂や銭玄同らは、製作年代の前後、文章形式や論証方法などの相違を指摘し、廖平と康有為の関係を否定した。
廖平研究の現状からすると、廖平の『闢劉篇』と『古学考』との成立年代の分析、『古学考』『知聖篇』『新学偽経考』『孔子改制考』の内容分析によって、『新学偽経考』が『闢劉篇』の影響を受けたこと、廖平と康有為との論述内容はほぼ同一主張を持っていることなどが指摘されている。

### 第三変
第三変期は、従来の今文古文の区別に代えて、大統小統の区別を設けて儒学思想を理解しようとした。
今文古文を区別するものは礼制であり、各々の礼制は「王制」と『周礼』とに記されているというのが、従来の廖平の考えであった。しかし第三辺期の廖平は、「王制」と『周礼』は両者ともに正しく、各々の主張に相違があるのは、目指したものが異なるからであるという考えに至った。
つまり今文＝「王制」は中国統治の方法について明らかにしたものであるが、古文＝『周礼』は世界（universeのこと）の統治方法を明らかにしようとしたものであると考えたのである。このため、段階的には今文＝「王制」から古文＝『周礼』に行き着くと見なされ、結果的に、今文に対して、古文に一層の価値が与えられることになった。これは章炳麟の注目を惹いたが、必ずしも高い評価は得られなかった。

### 第四変以後
第四変期は、当時中国に流入されつつあった西欧の天文学をはじめとする科学を取り入れて、従来の儒学思想に組み入れようとしたものである。そのため、従来の礼制の成果を「人学」（人間世界の学問）とみなし、『詩経』『易経』を「天学」（宇宙の学問）と見なすなどの見地を提出した。第五変期はこの拡大解釈である。
第六変期は、『黄帝内経素問』の影響を受け、中医学の研究を発表した時期でもある。これは廖平が病気に冒されたとき、治療のために読んだ『素問』に、宇宙の真理が説かれていたからであるという。
一般に、第四変期以後は、自己の思想を証明するために儒学の書物以外のもの（仏典や道書など）を多用したため、儒学者からは批判された。

## 著作
廖平の著作は厖大な量にのぼる。そのため各変期の代表的著作のみ以下に挙げる。
- 第一変以前‐『穀梁経伝古義疏』
- 第一変‐『今古学考』
- 第二変‐『古学考』（もと『闢劉篇』）と『知聖篇』
- 第三変‐『地球新義』『皇帝疆域考』
- 第四変‐『孔経哲学発微』
- 第五変‐特になし
- 第六変‐『易経経釈』『詩経経釈』

廖平の著作の多くは『六訳館経学叢書』『六訳館叢書』に収められている。しかし『穀梁春秋経伝古義疏』や『地球新義』などの主要著作が収められていないほか、叢書に洩れた著作は多数存在する。
近代以後の編纂物には、李耀仙編『廖平学術論著選集』（巴蜀書社、1989年）、同『廖平選集』（巴蜀書社、1998年）の外、『中国現代学芸経典』の『廖平・蒙文通巻』があり、『今古学考』などの主要著書が収められた。
廖平の著作を最も網羅的に分析したものに、陳文豪『廖平経学思想研究』がある。

## 年譜
年号の次の括弧は西暦をさす。ハイフォンの後の数字は、該当年の廖平の歳を指す。主語がない場合は、いずれも廖平の事迹を指す。また経学六変の時期は諸説あるが、年譜での繋年は、廖平の資料から再吟味した黄開国『廖平評伝』に従った。
- 咸豊2年（1852）‐誕生。
- 同治3年（1864）‐12歳。太平天国の乱の終結。
- 同治13年（1874）‐22歳。2月、院試に合格し、秀才となる。この頃まで、宋学（朱子学）と唐宋八家文を愛好する。
- 光緒元年（1875）‐23歳。張之洞が尊経書院を設立する。銭保塘・銭保宣兄弟が主講となる。
- 光緒2年（1876）‐24歳。1月、科挙のために成都府に到り、優等として入選する。以後、成都府の尊経書院で学ぶ。この頃、宋学を捨て、訓詁の学を志す。11月、張之洞が四川を離れる。
- 光緒4年（1878）‐26歳。尊経書院の学生の優秀作品を収めた『蜀秀集』が刊行される。この中、九篇が廖平の作品。12月、王闓運が成都府に入り、尊経書院の主講となる。王闓運は今文学を奉じていたので、尊経書院の学風は一変した。
- 光緒5年（1879）‐27歳。王闓運について公羊学の研究を始める。9月、挙人となる。
- 光緒6年（1880）‐28歳。上京して礼部試を受けるが不合格。この年に穀梁学を治め、『穀梁先師遺説考』4巻を著す。この頃から訓詁学を棄て、専ら大義を治めることに心掛けるようになる。
- 光緒9年（1883）‐31歳。春、北京に赴き会試に応じるも不合格。
- 光緒10年（1884）‐32歳。『穀梁経伝古義疏』（現在の『重訂穀梁経伝古義疏』の前身）を著す。また『公羊何氏解詁十論』（『公羊何氏解詁三十論』に所収）を著す。
- 光緒11年（1885）‐33歳。第一変がはじまる。
- 光緒12年（1886）‐34歳。井研来風書院の主講となる。2月、第一変期の主著『今古学考』を著す。他に『公羊解詁商榷』『王制義證』などを著す。
- 光緒13年（1887）‐35歳。第二変期が始まる。尊経書院の襄校となる。
- 光緒14年（1888）‐36歳。第二変期の主著『知聖篇』『闢劉篇』を著す。また『公羊補義』を著す。
- 光緒15年（1889）‐37歳。会試に合格する。6月、張之洞の要請で広州に赴く。天津で王闓運に謁見する。7月、蘇州で兪樾に謁見する。遂に広州の広雅書院に到着する。後、康有為と広雅書院で会合をもつ。
- 光緒16年（1890）‐38歳。康有為と会合をもち、『闢劉篇』『知聖篇』を示す。4月、殿試に合格する。龍安府教授になる。
- 光緒17年（1891）‐39歳。尊経書院の襄校となる。
- 光緒18年（1892）‐40歳。2月、九峰書院の主講となる。これ以後、光緒22年に至るまで、尊経書院での講学活動を続ける。
- 光緒19年（1893）‐41歳。『穀梁経伝古義疏』を改訂する。
- 光緒21年（1895）‐43歳。九峰書院山長を辞任する。
- 光緒23年（1897）‐45歳。宋育仁（尊経書院山長）の要請で尊経書院の都講となる。蜀学会を尊経書院内に設け、『蜀学報』を創刊する。廖平が『蜀学報』の編纂を受け持つ。
- 光緒24年（1898）‐46歳。1月、知資州鳳全の要請で、芸鳳書院の主講となる。8月、戊戌の変法が失敗する。康有為の学説が廖平に基づいているとの噂が流れる。『蜀学報』が発禁処分となる。尊経書院を離れ、近隣州県を彷徨する。11月‐第三変期の主著『地球新義』を著す。
- 光緒26年（1900）‐48歳。8月、鳳山書院の主講となる。
- 光緒27年（1901）‐49歳。5月、『周礼新義』を著す。九峰書院山長となる。（鳳山書院主講と兼任）
- 光緒29年（1903）‐51歳。綏定府中学堂監督となるも、学問を批判されて辞職する。
- 光緒30年（1904）‐52歳。2月、母を失い、井研県に帰郷して喪に服す。
- 光緒31年（1905）‐53歳。2月、妻李氏を喪う。
- 光緒32年（1906）‐54歳。第四変期のはじまり。
- 光緒33年（1907）‐55歳。服喪を終え、成都補習学堂で講義をする。
- 宣統3年（1911）‐59歳。四川保路運動が起こる。『鉄路月刊』の主筆となる。10月、四川軍政府が成立し、枢密院院長になる。11月、辛亥革命が起る。
- 民国元年（1912）‐60歳。劉師培が国学館館長となる。劉師培の要請で、国学館で経学を講義する。
- 民国2年（1913）‐61歳。2月、北京で全国読音統一会が開催され、四川代表として参加する。秋、北京から上海に出て、第四変期の主著『孔教哲学発微』を著す。8月、曲阜での孔教会第一次全国大会に出席する。
- 民国3年（1914）‐62歳。四川国学学校（後の四川大学）校長に就任する。
- 民国5年（1916）‐64歳。華西大学教授を兼任する。
- 民国6年（1917）‐65歳。成都高等師範学校教授を兼任する。12月、四川国学学校校長を辞任する。
- 民国7年（1918）‐66歳。7月、四川国学学校校長に復任する。8月、四川国学学校を四川国学専門学校に改名する。第五変がはじまる。
- 民国8年（1919）‐67歳。3月、中風に冒される。8月、校務をめぐって弾劾される。
- 民国10年（1921）‐69歳。第六変期のはじまり。
- 民国11年（1922）‐70歳。国学専門学校校長を辞任。
- 民国13年（1924）‐72歳。『詩易合纂』を著す。9月、井研に帰郷する。
- 民国17年（1928）‐76歳。国民政府が祀孔の典礼を廃止する。
- 民国19年（1930）‐78歳。第六変期の代表作『詩経経釈』『易経経釈』を著す。
- 民国21年（1932）‐80歳。5月2日、没。